# Tanzplatte des Jahres

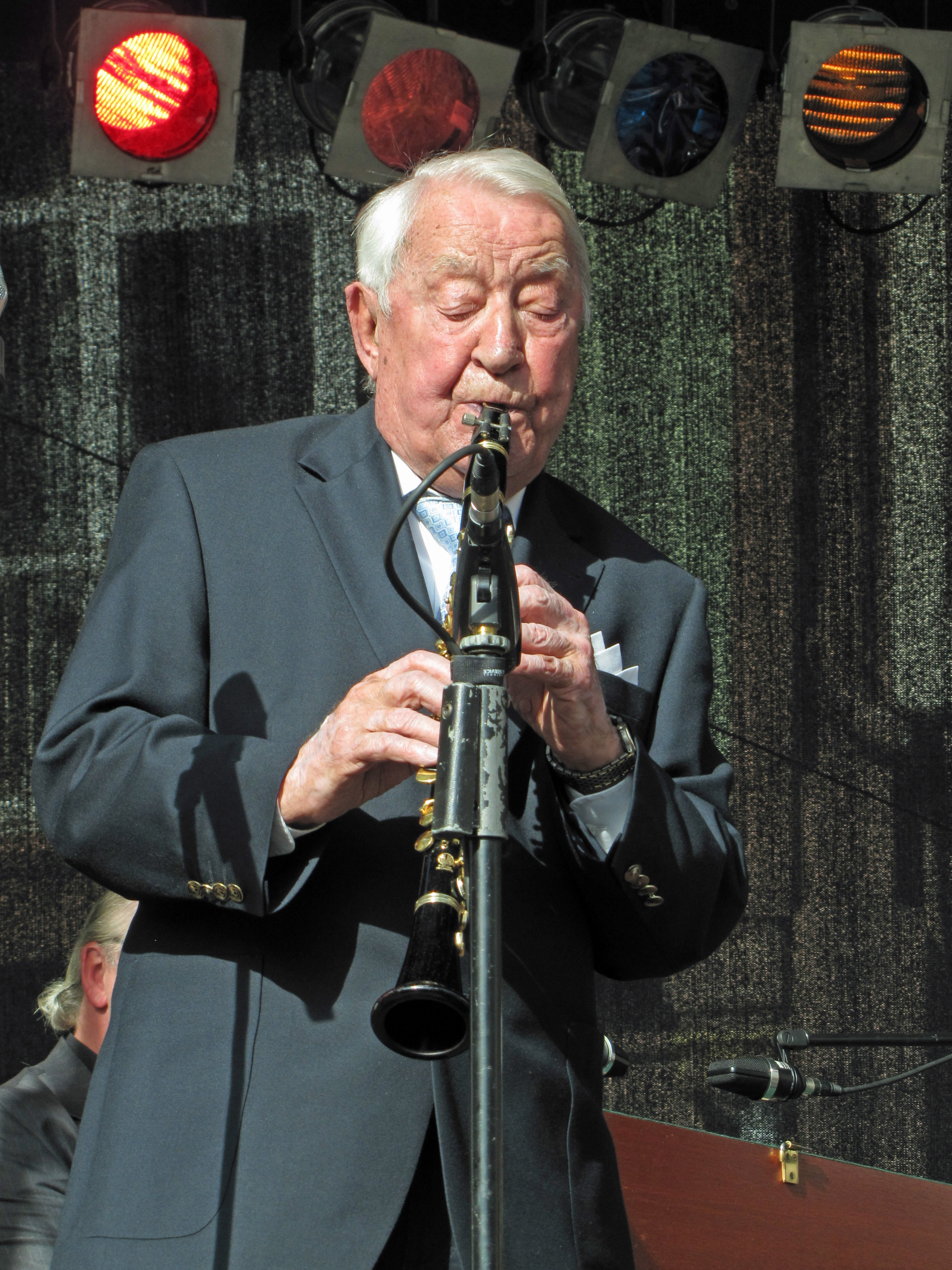
Hugo Strasser (2013)

Die Tanzplatte des Jahres hieß eine Reihe von Langspielplatten, später CDs, die vom Allgemeinen Deutscher Tanzlehrerverband in Zusammenarbeit mit der Zeitschrift Tanz-Illustrierte kompiliert wurden. Es existiert eine Reihe mit dem deutschen Bandleader und Klarinettisten Hugo Strasser, die von 1966 bis 1996 jährlich veröffentlicht wurde sowie zwei ähnliche Reihen von Max Greger (1977–1978) und Günter Noris (1977–1993).

## Geschichte

### Ein neues Konzept
Initiiert hatte dieses Projekt die Fachzeitschrift „Tanz-Illustrierte“ Anfang der 1960er Jahre. Gesucht wurden neue, frische „Strict-Tempo“-Platten, anders als die des britischen Tanzmusik-„Altmeisters“ Victor Silvester mit seinem noch an den 1930er und 1940er Jahren orientierten Musikstil. Insbesondere sollten die Stücke den strengen Vorgaben der ADTV-Tanzschulen genüge tun.
Allerdings war Strasser nicht der erste, der eine „Tanzplatte des Jahres“ bespielte. Als 1963 mit der Einführung des ADTV-Welttanzprogramms der Ruf nach musikalischer Unterstützung für die Tanzschulen laut wurde, betraute man zuerst Béla Sanders mit seinem Orchester, damals auf dem Philips-Musiklabel, mit der Aufgabe. Bald aber schon gab er den Taktstock an Strasser ab, der zu der Zeit bereits seine LP „Turniertanz-Trümpfe“ (1963) veröffentlicht hatte.
Die erste offizielle Strasser-„Tanzplatte des Jahres“ trug im Erscheinungsjahr 1965 noch keine Jahreszahl im Titel, anders als alle nachfolgenden, da man sich beim Musiklabel Electrola zunächst Sorgen machte, ob das Konzept überhaupt Erfolg haben würde.

### Große Erfolge
Nach der überwältigenden Zustimmung, besonders in Tanz- und Tanzturnierkreisen, gab es ein Jahr später bereits „Die Tanzplatte des Jahres 1966/67“, in einer aus dunkel- und hellroten Rechtecken bestehenden, typischen 1960er-Jahre-Covergestaltung. Die einzelnen Titel wurden vom Arbeitsstab „Tanzplatte des Jahres“ in Zusammenarbeit mit dem ADTV und der Redaktion der Tanzillustrierten ausgewählt. Die Alben erschienen über EMI Electrola, aber auch über Columbia Records.
Es folgte jedes Jahr eine neue Ausgabe, wobei gerade in den ersten Jahren auch Beat-Rhythmen zu hören waren. Strasser war bemüht, neben den klassischen Arrangements auch die jüngeren Hörer (zumindest etwas) zufriedenzustellen.„Die Tanzplatte des Jahres 76/77“ war die letzte, die zwei Jahreszahlen im Titel hatte; die nächste hieß nur noch „Tanzplatte des Jahres 1978“.
Bis 1977 hatte Strasser auch das Exklusivrecht auf eine „Tanzplatte des Jahres“, danach gab es weitere vom ADTV autorisierte Platten, unter anderem von Max Greger und Günter Noris.
Die jährliche Ausgabe der Kompilation verkaufte sich mehr als 300.000 mal im Jahr. 1984 wurde sogar eine Platte in den Vereinigten Staaten exportiert und ohne große Promotion verkaufte sie sich auf Anhieb 45.000 mal. 1985 folgte die zweite Ausgabe mit einer Auflage von 100.000 Stück, die sich ebenfalls gut verkaufte. Zeit seines Lebens war Hugo Strasser dadurch Ehrenmitglied des ADTV obwohl er selbst gar nicht tanzen konnte. Bereits in den 1960ern erhielt er die Ehrennadel des ADTV.

### Der Abschied
1996 kam mit „Dancing 2000“ das letzte Album dieser Reihe heraus. Strassers Art Tanzmusik schien nicht mehr so gefragt, obwohl seine Live-Konzerte meist ausverkauft waren. Der letzte Titel auf „Dancing 2000“ war wohl nicht zufällig Bert Kaempferts Slowfox „Dankeschön“ – Strassers Abschiedsgruß an seine Fans nach mehr als 30 Jahren Tanzmusik auf Platte.

## Mitwirkende
Ein Erfolgsgeheimnis lag sicher in den „Turniertanz-gerechten“ Arrangements dieser Plattenserie. Die Melodieführung war stark geprägt von seiner Klarinette. Strasser fand die Musikbearbeiter immer wieder unter den Musikern seines Orchesters: der 2001 verstorbene Tenorsaxophonist Werner Tauber (Orchestermitglied von 1960 bis 1993), der Posaunist Hans Ehrlinger (1963 bis Mitte der 70er Jahre), der Gitarrist Dirk Schweppe (1974 bis 1994) und der Trompeter Etienne Cap (1977 bis 1992).
Hans-Georg Schnitzer, der langjährige Herausgeber der „Tanz-Illustrierte“, war eine treibende Kraft hinter Strassers Platten und schrieb von 1966 bis 1981 die Covertexte. Für die klaren Aufnahmen im Studio sorgte viele Jahre lang Strassers Toningenieur Kurt G. Lorbach.

## Diskografie

### Hugo Strasser
- 1965: Die Tanzplatte des Jahres (Electrola)
- 1966: Die Tanzplatte des Jahres 1966/67 (Electrola)
- 1967: Die Tanzplatte des Jahres ’67/’68 (Electrola)
- 1968: Die Tanzplatte des Jahres ’68/’69 (Electrola)
- 1969: Die Tanzplatte des Jahres 69/70 (Electrola)
- 1970: Die Tanzplatte des Jahres 1970/’71 (Electrola)
- 1971: Die Tanzplatte des Jahres 71/72 (Electrola)
- 1972: Die Tanzplatte des Jahres 72/73 (Columbia)
- 1973: Die Tanzplatte des Jahres 73/74 (Columbia)
- 1974: Die Tanzplatte des Jahres 74/75 (Columbia)
- 1975: Die Tanzplatte des Jahres 75/76 (EMI Electrola) (Spanien: Los Exitos Bailables De Los Años 75/76, Australien: Dance With Hugo Strasser And His Dance Orchestra)
- 1976: Die Tanzplatte des Jahres 76/77 (EMI)
- 1977: Die Tanzplatte des Jahres 78 (EMI)
- 1979: Die Tanzplatte des Jahres 79 (EMI)
- 1979: Die Tanzplatte des Jahres ’80 (EMI) (UK: Dance into the 80’s, Sonderauflage Österreich: Die Tanzplatte der Tanzschule Dick Roy)
- 1980: Die Tanzplatte des Jahres ’81 (EMI) (UK: Dance into 81)
- 1981: Die Tanzplatte des Jahres ’82 (EMI) (UK: 1982)
- 1982: Die Tanzplatte des Jahres ’83 (EMI) (international: The Dance Record of the Year!)
- 1983: Die Tanzplatte des Jahres ’84 (EMI/Hörzu)
- 1984: Die Tanzplatte 1985 (EMI)
- 1985: Die Tanzplatte ’86 (EMI)
- 1986: Die Tanzplatte 1987 (EMI) (Reissue 1993: Strictly Dancing)
- 1987: Die Tanzplatte ’88 (EMI, Sonderedition: Bertelsmann-Club)
- 1988: Die Tanzplatte ’89 (EMI)
- 1989: Die Tanzplatte 1990 (EMI, Sonderedition: Bertelsmann-Club)
- 1990: Die Tanzplatte 1991 (EMI)
- 1992: Die Tanzplatte 1992 (EMI, Sonderedition: Bertelsmann-Club)
- 1993: Das Tanzalbum 1993/94 (EMI Electrola)
- 1994: Das Tanzalbum ’94/’95 (EMI)
- 1995: Dancing 2000 (The Album 1995/96) (EMI)

### Max Greger
- 1976: Die Tanzplatte des Jahres ’77 (Polydor)
- 1978: Die Tanzplatte des Jahres ’78 (Polydor)
- 1978: Die Tanzplatte des Jahres ’79 (Polydor) (international: Shall We Dance? Vol. 4)

### Günter Noris
- 1977: Günter Noris und die Big Band der Bundeswehr – Die Tanzplatte des Jahres ’77 (Ariola)
- 1978: Günter Noris und die Big Band der Bundeswehr – Die Tanzplatte des Jahres ’78 (Ariola)
- 1978: Günter Noris und die Big Band der Bundeswehr – Die Tanzplatte des Jahres ’79 (Ariola)
- 1980: Günter Noris und die Big Band der Bundeswehr – Die Tanzplatte des Jahres ’80 (Ariola)
- 1980: Günter Noris und die Big Band der Bundeswehr – Die Tanzplatte des Jahres ’81 (Ariola)
- 1982: Günter Noris und die Big Band der Bundeswehr – Die Tanzplatte des Jahres ’82 (Ariola)
- 1982: Günter Noris Big Band – Die Tanzplatte des Jahres ’83 (Ariola)
- 1984: Günter Noris Big Band – Die Tanzplatte des Jahres ’84 (Teldec)
- 1984: Günter Noris & seine Big Band – Die Tanzplatte des Jahres ’85 (Teldec)
- 1985: Günter Noris Big Band Strings and Chorus – Die Tanzplatte des Jahres ’86 (Teldec)
- 1986: Günter Noris Big Band Strings and Chorus – Die Tanzplatte des Jahres ’87 (Teldec)
- 1987: Günter Noris Big Band Strings and Chorus – Die Tanzplatte des Jahres ’88 (Teldec)
- 1988: Günter Noris und sein Gala-Tanzorchster – Die Tanzplatte des Jahres ’89 (Teldec)
- 1989: Günter Noris und seine Gala-Big-Band – Die Tanzplatte des Jahres ’90 (Teldec)
- 1991: Günter Noris und seine Gala-Big-Band – Die Tanzplatte des Jahres ’90 – Tanzen ist „tierisch“ schön (Teldec)
- 1991: Günter Noris und seine Gala-Big-Band – Die Tanzplatte des Jahres ‘91 (Teldec)
- 1992: Günter Noris und Gala-Big-Band – Märchenhaft tanzen mit… – Die Tanzplatte des Jahres ’93 (Ariola)
- 1993: Günter Noris und Gala-Big-Band – Die Tanzplatte des Jahres – Tanzen ist erotisch (Ariola)

### Weitere Ausgaben
- 1964: Béla Sanders und sein Tanzorchester – Die Tanzplatte des Jahres (Philips)